# AC Florenz (Frauenfußball)
Die Frauenfußballabteilung der AC Florenz besteht seit dem 1. Juli 2015. In der Saison 2016/17 wurden die Florentinerinnen zum bisher einzigen Mal Italienischer Meister.

## Geschichte
Die Gründung einer Frauenmannschaft wurde erst durch eine 2015 vom italienischen Fußballverband Federazione Italiana Giuoco Calcio verabschiedete Regelung möglich, die es den italienischen Männer-Profivereinen erlaubt, eine Frauenfußballabteilung zu gründen und Frauenfußballvereine zu übernehmen.
Die Frauenfußballabteilung der AC Florenz wurde am 1. Juli 2015 gegründet und konnte im selben Jahr in der Serie A für Frauen starten, nachdem man das Startrecht für die erste Liga von der ebenfalls in Florenz ansässigen A.C.F. Firenze erworben hatte.

## Erfolge
- Italienische Meisterschaft: (1) 2016/17
- Italienischer Pokal: (2) 2016/17, 2017/18
- Italienischer Supercup: (1) 2018